# Mbengono Andoa Yannick
Mbengono Yannick (Bertoua, 1987. június 11. –) kameruni labdarúgó, csatár. Játékstílusára a sok cselezgetés és a fordulékonyság jellemző.

## Pályafutása
Korábban Kamerunban csapatával a bajnokság ötödik majd a hetedik helyén végeztek. Országos ismertséget a Kecskeméti TE színeiben szerzett, ahol a szurkolók egyik kedvence lett. Innen 2010 januárjában igazolt Debrecenbe. Többször szerepelt hazája korosztályos válogatottjában, segített csapatának kivívni az olimpiai részvételt, de a játékokra nem kapott meghívót. 2009-ben a második legjobb magyarországi idegenlégiósnak választották.
Yannick lett a Kecskeméti TE történetének első NB I-es mérkőzésén, a Paks ellen a meccs embere. Később az ő góljával szerezte meg a csapat az első hazai győzelmét. A további meccseken is többször segítette góllal, gólpasszal a csapatot, így 2012-ig szóló szerződést kötöttek vele.
Yannick olyan jól szerepelt továbbra is, hogy 2010. január 21-én szerződtette őt a bajnoki címvédő Debreceni VSC.
2013 júliusában a thai bajnokságban szereplő Chainathoz szerződött.
2015 februárjában a Lombard Pápa igazolta le.
Összesen 116 élvonalbeli mérkőzésen 17 gólt szerzett. A DVSC-vel kétszeres bajnok és kupagyőztes lett. Pályafutása végén megfordult a STC Salgótarján és a Felsőzsolca csapatainál is, majd 2018 februárjában a megyei bajnokságban szereplő FC Hatvan játékosa lett.

## Sikerei, díjai
KTE
- másodosztály-győztes: 2008

DVSC
- Magyar Kupa-győztes: 2010, 2012
- Ligakupa-győztes: 2010
- Soproni Liga és OTP Bank Liga-győztes: 2010, 2012

## Magánélet
Szabadidejében szívesen hallgat kongói zenét, egyik csuklóján Eto'o-s karkötőt, a másikon a kameruni nemzeti színeket ábrázoló csuklószorítót visel. A pályára lépés előtt mindig keresztet vet.